# بزمین

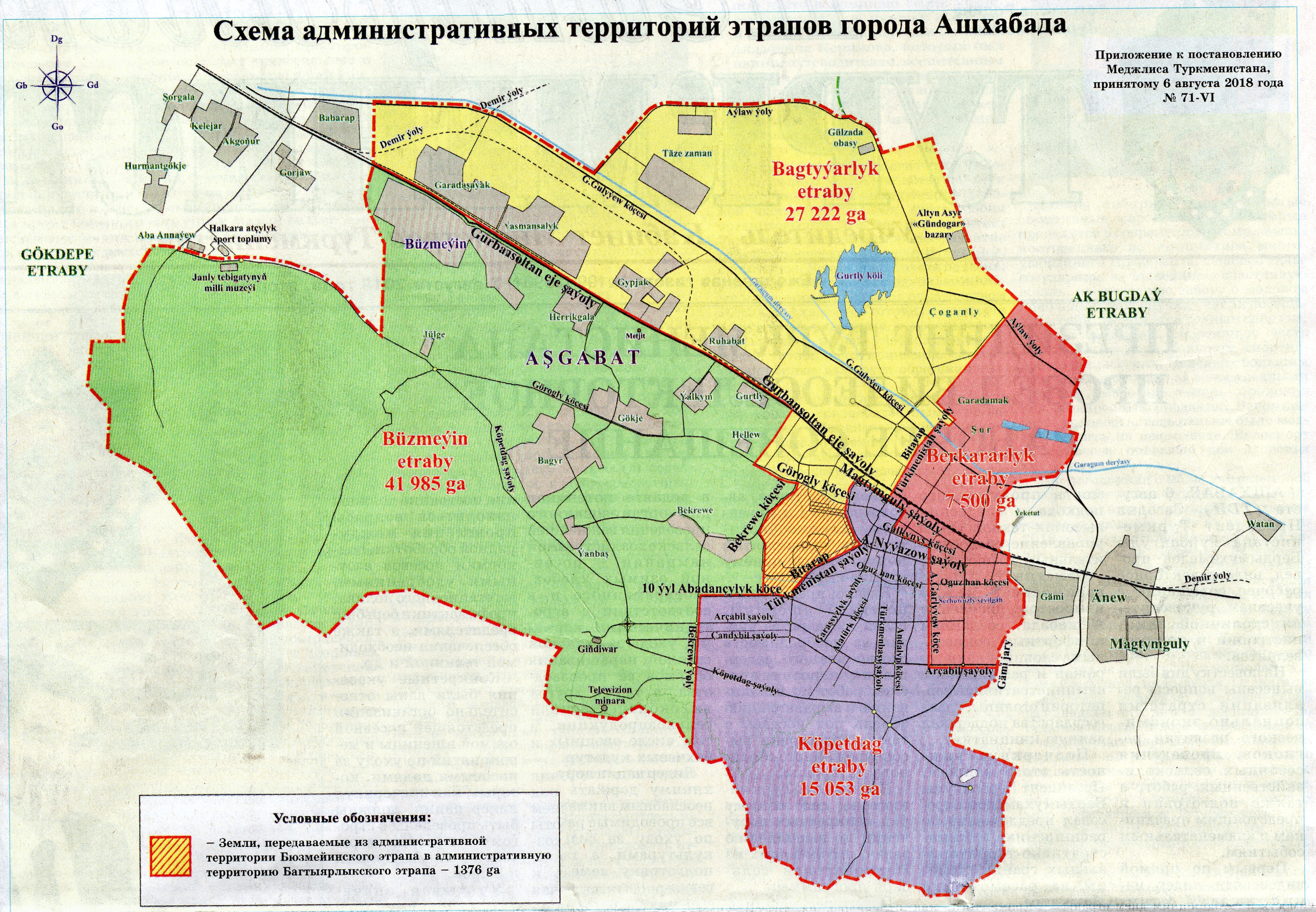
نقشه مناطق شهرداری شهر عشق‌آباد، منطقه بزمین با رنگ سبز نشان داده شده است.

بزمین (به ترکمنی: Büzmeýin، بۆزمین) منطقه‌ای در ترکمنستان با جمعیت ۵۰٬۰۰۰ نفر است که در شهر عشق‌آباد واقع شده‌است.
سابقا این منطقه، شهری مستقل در ولایت آخال بوده است. در سال ۲۰۰۲، نام این شهر به «آبادان» تغییر کرد. در سال ۲۰۱۳،‌ شهر آبادان استقلال خویش را از دست داد و در شهر عشق‌آباد، پایتخت ترکمنستان ادغام شد. در سال ۲۰۱۸، نام این منطقه، به نام سابق آن، یعنی «بزمین» برگردانده شد.